# Pierre Curie

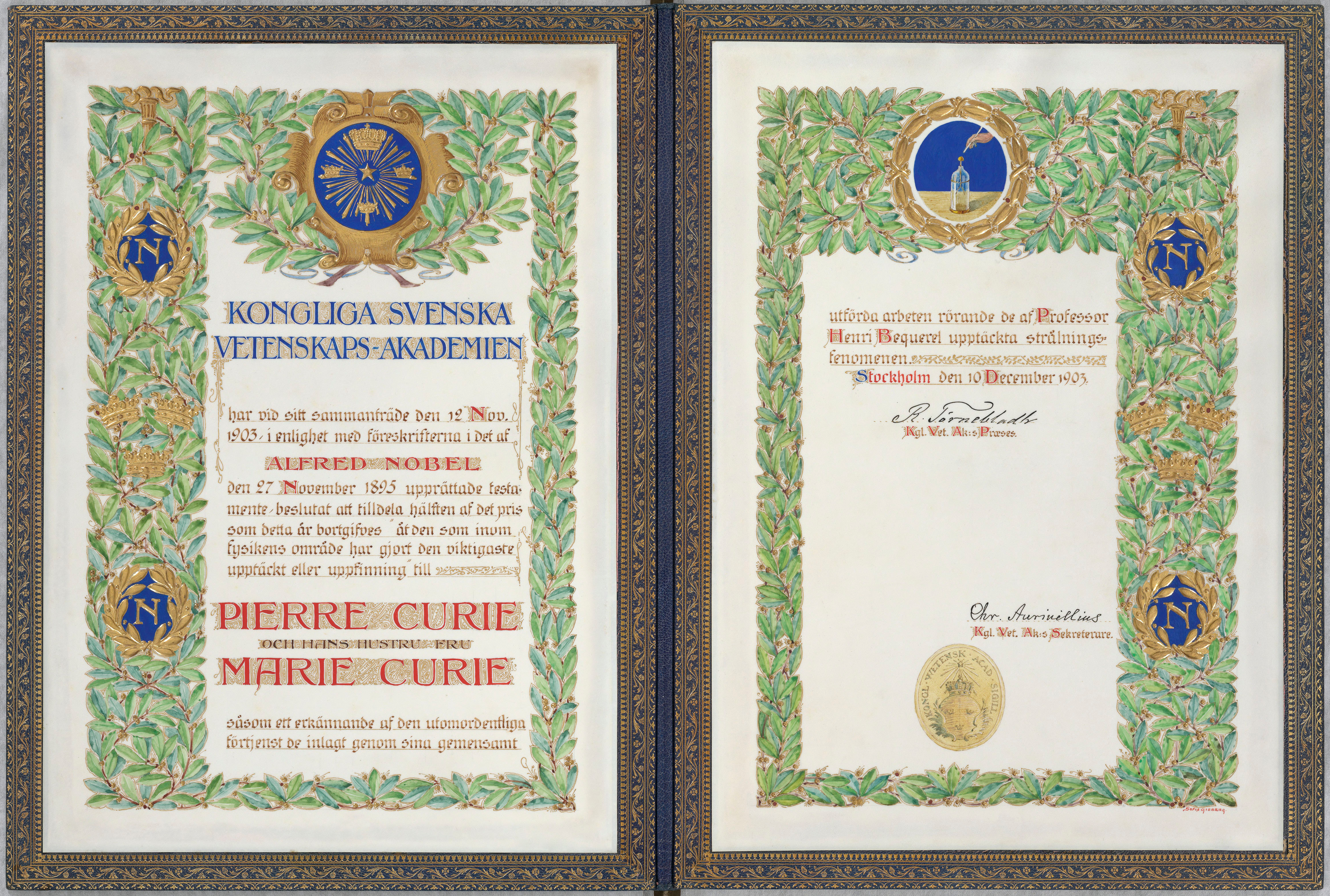
Dyplom Nagrody Nobla w dziedzinie fizyki, przyznany w grudniu 1903 r. Piotrowi i Marii Curie

Pierre Curie, pol. Piotr Curie (ur. 15 maja 1859 w Paryżu, zm. 19 kwietnia 1906 tamże) – francuski fizyk, wykładowca Uniwersytetu Paryskiego, laureat Nagrody Nobla w dziedzinie fizyki (1903).
Mąż Marii Skłodowskiej-Curie, ojciec Irène Joliot-Curie i Ève Curie.

## Życiorys

### Młodość

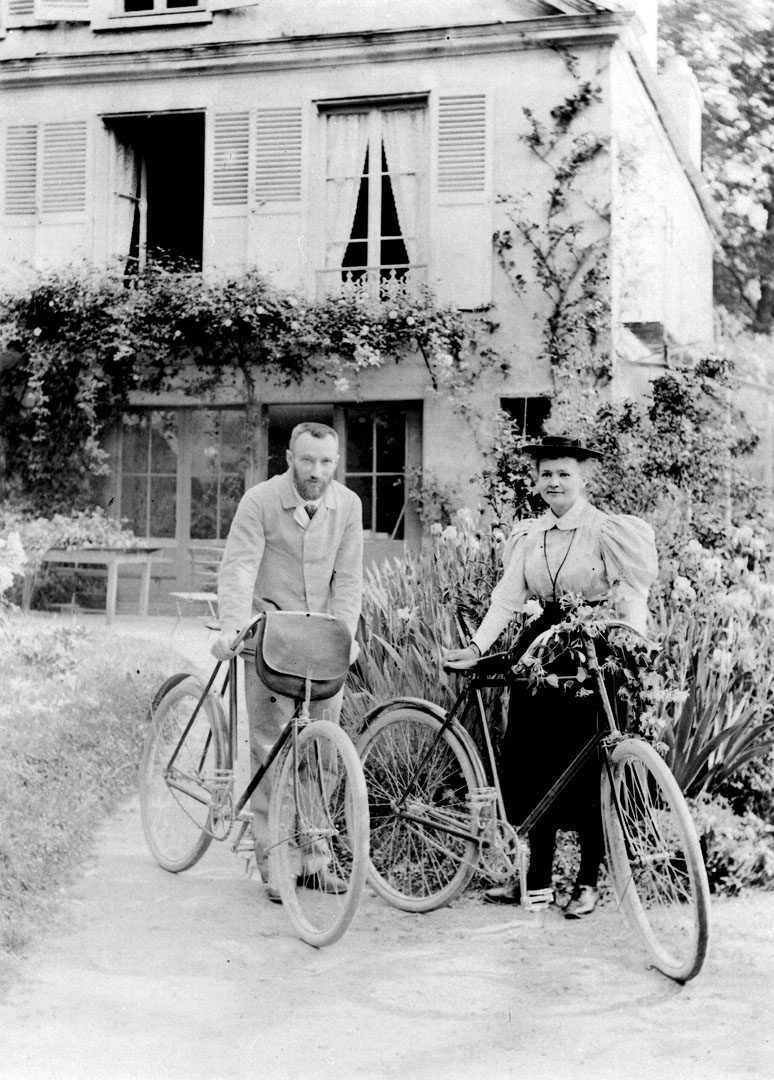
Pierre z żoną, około 1895

Urodził się 15 maja 1859 roku w Paryżu jako syn lekarza, Eugène Curie, oraz jego żony, Sophie-Claire Depouilly. Jego rodzina miała liberalne poglądy, dziadek Pierre'a brał udział w rewolucji lutowej w 1848 roku, a jego ojciec popierał Komunę Paryską. Jako dziecko Curie był nieśmiały, miał również problemy z koncentracją. Z tego powodu nie uczęszczał do szkoły ani liceum. Edukację zapewniali mu rodzice, a następnie nauczyciel, który zaszczepił w nim zainteresowanie matematyką. W wieku 16 lat, w listopadzie 1875 roku, zdał maturę z przedmiotów ścisłych. 

### Praca naukowa
Miał starszego brata Jacques’a, obaj studiowali fizykę na Sorbonie. Razem badali kryształy, odkrywając w 1880 r. zjawisko piezoelektryczności. Pierre Curie wynalazł też elektrometr, wykorzystywany później w badaniach nad radioaktywnością, której teorię rozwinął. W 1895 r. odkrył zjawisko zaniku właściwości magnetycznych przez ferromagnetyki pod wpływem wzrostu temperatury i określił temperatury progowe tego zjawiska dla różnych materiałów – znane obecnie jako temperatury Curie. W 1898 r. wspólnie z żoną odkrył pierwiastki rad i polon. W 1903 r. otrzymał wraz z żoną Nagrodę Nobla z fizyki za badania nad promieniotwórczością.
W roku akademickim 1904–1905 został profesorem zwyczajnym Uniwersytetu Paryskiego na Wydziale Matematyczno-Fizycznym. W 1905 roku został członkiem Francuskiej Akademii Umiejętności.
Zginął 19 kwietnia 1906 roku w wypadku drogowym, przejechany przez konny wóz ciężarowy przy ul. Dauphine w Paryżu. W 1995 r. prochy jego i Marii Skłodowskiej-Curie zostały przeniesione do paryskiego Panteonu.

## Życie prywatne
Gdy miał dwadzieścia lat, zmarła jego bliska przyjaciółka z dzieciństwa. Od tamtej pory aż do poznania Marii Skłodowskiej, Pierre nie angażował się w relacje z innymi kobietami. 25 lipca 1895 roku zawarł małżeństwo ze Skłodowską. Tak jak Skłodowska, Pierre był ateistą. Mieli dwie córki:
- Irène (1897–1956). Była fizykochemiczką, wraz z mężem – Frédérikiem Joliot-Curie – odkryła sztuczną promieniotwórczość, za co dostała Nagrodę Nobla w 1935 roku. Była członkiem Prezydium Honorowego PKWN we Francji w 1944 roku[9].
- Ève (1904–2007). Autorka m.in. biografii Maria Curie (1937), reportażu wojennego Podróż wśród wojowników (1943) i współautorka filmu dokumentalnego Kraj mojej matki (1941). Od lat 60. XX wieku czynnie zaangażowana w pracę UNICEF – organizacji pomocy na rzecz dzieci.

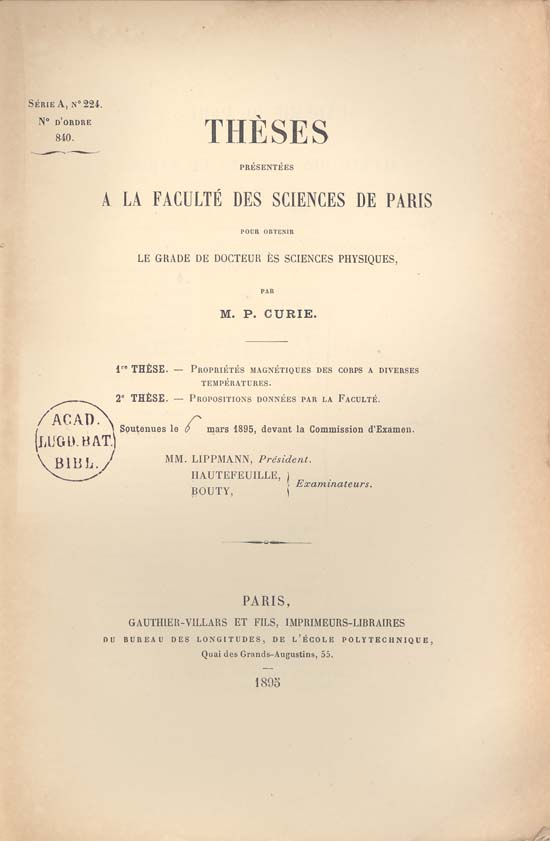
Strona tytułowa rozprawy doktorskiej opublikowanej w 1895 roku.

## Upamiętnienie
- W 2019 roku powstała Polsko-Francuska Nagroda Naukowa im. Marii Skłodowskiej i Pierre’a Curie, przyznawana przez Fundację na rzecz Nauki Polskiej i francuskie Ministerstwo Szkolnictwa Wyższego, Badań Naukowych i Innowacji we współpracy z Francuską Akademią Nauk[10].

## Dzieła
- Sur un électromètre astatique pouvant servir comme wattmètre (Na astatycznym elektrometrze, który może być używany jako watomierz), z René Blondlotem, 1889.[11]
- Balance de précision apériodique et à lecture directe des derniers poids (Na nieokresowej skali precyzyjnej z bezpośrednim odczytem ostatnich odważników), 1889.[12]
- Sur la symétrie dans les phénomènes physiques, symétrie d'un champ électrique et d'un champ magnétique (O symetrii w zjawiskach fizycznych, symetrii pola elektrycznego i pola magnetycznego), 1894.[13]
- Propriétés magnétiques des corps à diverses températures (Magnetyczne właściwości ciał w różnych temperaturach), rozprawa doktorska, 1895.
- Sur une nouvelle substance fortement radioactive contenue dans la pechblende (O nowej silnie radioaktywnej substancji zawartej w blendzie smolistej), z Marią Skłodowską-Curie i Gustavem Bémontem, 1898.[14]
- Les nouvelles substances radioactives et les rayons qu’elles émettent (Nowe substancje radioaktywne i emitowane przez nie promienie), 1900.[15]
- Notice sur les travaux scientifiques de Pierre Curie (Ogłoszenie o pracy naukowej Pierre'a Curie), 1902.[16]
- Sur un appareil pour la détermination des constantes magnétiques (O urządzeniu do wyznaczania stałych magnetycznych), 1904.[17]